# アルベルト・トリル
ホセ・アルベルト・トリル・ロドリゲス（José Alberto Toril Rodríguez、1973年7月7日 - ）は、スペインのコルドバ県出身の元サッカー選手、サッカー指導者。現役時代のポジションはMF。

## 経歴
15歳の時にレアル・マドリードのユースに加入し、1991年からBチームの一員となる。しかし、トップチームでの出場はわずか2試合のみにとどまり、1994年にセルタ・デ・ビーゴの一員となる。その翌年には、RCDエスパニョールへと移籍。1996-97シーズンには17試合に出場する。しかし初年度は17試合に出場するもフル出場は1試合のみであり、エスパニョール2年目にはリーグ戦に出場することはなく、1997年にCFエストレマドゥーラに加わった。1997-98シーズンはセグンダ・ディビシオンで2位となりプリメーラ・ディビシオンに昇格したが、翌1998-99シーズンには17位となり、1年でセグンダ・ディビシオンに降格してしまった。その後、アルバセテ・バロンピエ、ラシン・フェロル、CDヌマンシアなどでプレー。アルバセテやフェロルでは、プレーする傍らユースのコーチも務めた。
2004年に現役を引退した後は本格的にコーチとしてのキャリアを歩む。2004年にカスティーリャ＝ラ・マンチャ州にあるクラブ、CDキンタナル・デル・レイのアシスタントコーチを務めた。2005年からの3年間はアルバセテのユースチームの監督となり、その後、レアル・マドリードへ戻ってユースの監督となった。2011年1月からはアレハンドロ・メレンデスの後任としてレアル・マドリードBの指揮を執る。トリル率いるチームは1年目から多くの勝利を挙げ、さらに2年間契約延長した。
2013年11月19日の試合で0-6でSDエイバルに大敗し、解任が発表された。

## 監督時代
- 2002-2003  ラシン・フェロル (youth)
- 2004-2005  CDキンタナル・デル・レイ
- 2005-2008  アルバセテ・バロンピエ
- 2008-2009  レアル・マドリードC
- 2009-2011  レアル・マドリード・カンテラ
- 2011-2013  レアル・マドリードB
- 2016-2017  エルチェCF
- 2021-2025  レアル・マドリード・フェメニーノ

## タイトル

### 選手
- レアル・マドリード
  - コパ・デル・レイ 1992-93
  - スーペルコパ・デ・エスパーニャ 1993

### 指導者
- レアル・マドリード・カスティージャ
  - セグンダ・ディビシオンB 2011-12

## 監督成績
2017年4月28日現在
| クラブ              | 就任          | 退任           | 記録 | 記録 | 記録 | 記録 | 記録 | 記録 | 記録     | 記録   |
| クラブ              | 就任          | 退任           | 試合 | 勝   | 分   | 敗   | 得点 | 失点 | 得失点差 | 勝率 % |
| ------------------- | ------------- | -------------- | ---- | ---- | ---- | ---- | ---- | ---- | -------- | ------ |
| レアル・マドリードB | 2011年1月5日  | 2013年11月19日 | 119  | 60   | 24   | 35   | 232  | 140  | +92      | 050.42 |
| エルチェCF          | 2016年6月28日 | 2017年4月29日  | 38   | 11   | 10   | 17   | 49   | 57   | −8       | 028.95 |
| 合計                | 合計          | 合計           | 157  | 71   | 34   | 52   | 281  | 197  | +84      | 045.22 |